# Tamil-Kodagu jezici
Tamil-Kodagu jezici, jedna od dviju glavnih jezičnih skupina šire južnodravidske skupine tamil-kannada. Sastoji se od nekoliko ogranaka, to su kodagu s pet jezika; tamil-malayalam s 19 jezika, i toda-kota (2) jezika.
Najznačajniji su tamilski [tam] sa 61.500.000 govornika u Indiji (1997) i malayalam [mal] kojim govore Malayali 35.400.000 govornika također u Indiji (1997). 

## Vanjske poveznice
- Ethnologue (14th)
- Ethnologue (15th)